# Гокінг (округ, Огайо)
39°30′ пн. ш. 82°29′ зх. д. / 39.5° пн. ш. 82.48° зх. д.
О́круг Го́кінг (англ. Hocking County) — округ (графство) у штаті Огайо, США. Ідентифікатор округу 39073.

## Історія
Округ утворений 1818 року.

## Демографія
За даними перепису
2000 року
загальне населення округу становило 28241 осіб, зокрема міського населення було 8693, а сільського — 19548.
Серед мешканців округу чоловіків було 14072, а жінок — 14169. В окрузі було 10843 домогосподарства, 7824 родин, які мешкали в 12141 будинках.
Середній розмір родини становив 2,98.
Віковий розподіл населення поданий у таблиці:
| Стать    | До 15 років | 15-21 | 22-29 | 30-39 | 40-49 | 50-65 | 65-85 | Понад 85 |
| -------- | ----------- | ----- | ----- | ----- | ----- | ----- | ----- | -------- |
| Чоловіки | 3019        | 1321  | 1327  | 1996  | 2159  | 2565  | 1554  | 131      |
| Жінки    | 2890        | 1318  | 1284  | 2016  | 2206  | 2432  | 1744  | 279      |

## Суміжні округи
- Перрі — північний схід
- Афіни — південний схід
- Вінтон — південь
- Росс — південний захід
- Пікавей — захід
- Феєрфілд — північний захід

## Виноски
1. ↑  Ohio County Profiles: Hocking County. Ohio Department of Development. Архів оригіналу (PDF) за 13 липня 2013. Процитовано 28 квітня 2007.
2. ↑  U.S. Decennial Census. United States Census Bureau. Архів оригіналу за 26 квітня 2015. Процитовано 8 лютого 2015.
3. ↑  Historical Census Browser. University of Virginia Library. Архів оригіналу за 11 серпня 2012. Процитовано 8 лютого 2015.
4. ↑  Forstall, Richard L., ред. (27 березня 1995). Population of Counties by Decennial Census: 1900 to 1990. United States Census Bureau. Архів оригіналу за 14 лютого 2015. Процитовано 8 лютого 2015.
5. ↑  Census 2000 PHC-T-4. Ranking Tables for Counties: 1990 and 2000 (PDF). United States Census Bureau. 2 квітня 2001. Архів оригіналу (PDF) за 18 грудня 2014. Процитовано 8 лютого 2015.
6. ↑  State & County QuickFacts. United States Census Bureau. Архів оригіналу за 6 червня 2011. Процитовано 8 лютого 2015.(англ.) Наведено за англійською вікіпедією.
7. ↑  American FactFinder. Бюро перепису населення США. Архів оригіналу за 21 травня 2008. Процитовано 31 січня 2008.

| США | Це незавершена стаття з географії США. Ви можете допомогти проєкту, виправивши або дописавши її. |